# روان نجيب توفيقي
روان نجيب توفيقي، سياسية بحرينية، تشغل منصب وزير شؤون الشباب منذ 27 ربيع الآخر 1444هـ/21 نوفمبر 2022م.

## حياتها
تحمل درجة بكالوريوس في المحاسبة الإدارية من معهد نيويورك للتكنولوجيا – مملكة البحرين. وشهادة محاسب معتمد لدى الجمعية البريطانية للمحاسبين القانونيين المعتمدين و شهادة في القيادة والإدارة.
عملت في بنك الكويت الوطني بمملكة البحرين في قطاع اعتماد مراجعة الائتمان، وقــبل ذلك عمــلت في بنك البحرين للتنمية وكانــت بداياتها في وحدة استثمارات الأعمال ومن ثم دائرة الــضوابط المالية وصولاً إلى مدير مراجعة الائتمان. وتم اختيار روان بنت نجيب توفيقي لمنصب رئاسة أول مجلــس إدارة لهيئة لامع سابقاً.
كانت من الثلاثة الأوائل في البرنامج الوطني لامع والذي يهدف إلى خلق قيادات شبابية واعدة وقاعدة قوية وغنية من الكفاءات ذات الوعي الوطني المتكامل، لتكون مؤهلة للتميز وتقلد المناصب القيادية في العديد من المواقع والمجالات.

## مناصب
- رئيس مجلس إدارة هيئة لامع
- مدير مراجعة الائتمان – بنك الكويت الوطني
- مدير مراجعة الائتمان – بنك البحرين للتنمية
- مسؤول أول للرقابة المالية – بنك البحرين للتنمية